# Operațiunea Bagration
Operațiunea Bagration (în limba rusă: Операция Багратион, Operația Bagration) a fost numele de cod dat de sovietici Ofensivei Bieloruse în timpul celui de-al doilea război mondial, care a curățat teritoriul Bielorusiei sovietice și al Poloniei răsăritene de trupele germane. Operațiunea s-a desfășurat între 22 iunie – 19 august 1944.
Această ofensivă a dus la distrugerea aproape completă a Grupului de Armate Centru și a trei dintre armatele componente: Armata a 4-a, Armata a 3-a Panzer și Armata a 9-a. Armatele sovietice implicate direct în Operațiune Bagratilon au fost Frontul I Baltic, Frontul I Belarus, Frontul al II-lea Belarus  și Frontul al III-lea Belarus.  Operațiunea s-a încheiat cu una dintre cele mai grave înfrângeri ale armatei germane (Wehrmacht Heer) din tot războiul.
Numele de cod al acestei operațiuni a fost dat în cinstea prințului georgian Piotr Bagration, general al armatei țariste mort în Bătălia de la Borodino.

## Cadru general
Grupul de Armate Centru s-a dovedit un adversar redutabil, după cum arătase și înfrângerea lui Jukov în Operațiunea Marte. Dar situația Grupului de Armate Centru se înrăutățise până în iunie 1944 în ciuda scurtării liniei frontului. Presiunea sovietică crescuse foarte mult după o serie de victorii prin care Grupul de Armate Sud fusese zdrobit în timpul bătăliilor de la Kursk, Kiev și din Crimeea din vara anului 1943 până în primele luni ale anului 1944. Operațiunea Suvorov fusese declanșată împotriva Grupului de Armate Centru aflat în plină retragere.
Pe la mijlocul lunii iunie 1944 Berlinul se afla la doar 1050 km de frontul de vest al Aliaților occidentali și la doar 1200 km de frontul de est al Armatei Roșii, astfel în cât ambele amenințări strategice erau la fel de grave. Hitler a subestimat amenințarea sovietică din fața Grupului de Armate Centru și a mutat o treime dintre piesele de artilerie, o jumătate dintre armele antitanc și cam 88% dintre tancuri spre zona de sud a frontului, unde Înaltul Comandament German se aștepta la declanșarea următoarei ofensive majore sovietice.
Operațiunea Bagration, în combinație cu Operațiunea Lvov-Sandomierz, lansată câteva săptămâni mai târziu în Ucraina, i-a permis Uniunii Sovietice să recucerească toate teritoriile care fuseseră pierdute la începutul războiului în această zonă a țării, să avanseze în Prusia Răsăriteană și să obțină controlul asupra Poloniei la est de Vistula.
Această bătălie a fost descrisă ca un triumf al teoriei sovietice a „războiului operațional”, care presupunea o coordonare completă al tuturor mișcărilor frontului și semnalelor de trafic pentru înșelarea inamicului cu privire la ținta ofensivei. În ciuda mărimii forțelor implicate, comandanții sovietici de fronturi au reușit să-i înșele până în ultima clipă pe comandanții germani de armate asupra principalei axe de atac.

## Preludiu

### Campaniamaskirovka
Oberkommando des Heeres (Înaltul Comandament al Armatei) se aștepta ca următoarea ofensivă majoră a sovieticilor de pe frontul de răsărit să fie lansată în vara anului 1944. Au fost examinate mai multe posibilități: atacul spre Marea Baltică împotriva Grupului de Armate Nord, o ofensivă împotriva Grupului de Armate Centru prin RSS Bielorusă spre Varșovia și un atac împotriva Grupului de Armate  Ucraina de Nord spre Munții Carpați. Analiștii germani au hotărât că primele două alternative erau puțin probabile, în parte datorită terenului care se preta ușor la lucrări ample de fortificare.
Stavka decisese însă să declanșeze o ofensivă de proporții împotriva Grupului de Armate Centru: o mișcare de în văluire care trebuia să străpungă liniile germane și să se închidă în apropiere de Minsk, eliberând un mare teritoriu și prinzând în capcană cea mai mare parte a Grupului de Armate Centru într-o încercuire uriașă, care amintea de succesele armatei germane de la începutul Operațiunii Barbarossa. Pentru a asigura cât mai multe șanse de reușită a acestui plan ambițios, a fost organizată o campanie uriașă de camuflare (maskirovka) a adevăratelor intenții ale sovieticilor. Scopul era acela de a convinge Înaltul Comandament al Armatei germane de faptul că ofensiva de vară sovietică viza Grupul de Armate Ucraina de Nord. Au avut loc false concentrări de forțe, iar avioanele de recunoaștere germane au „reușit” (în fapt au fost lăsate în mod selectiv să depășească apărarea antiaeriană sovietică) să descopere sus-numitele concentrări. Transmisiunile radio au fost folosite pentru a crea impresia unei intense activități în zona Ucrainei, în timp ce în zona vizată de atacul sovietic a fost impusă tăcerea radio.
Deși la nivelul corpurilor de armată, comandanții germani au sesizat creșterea activității sovieticilor din fața pozițiilor Grupului de Armate Centru, liderii militari germani au hotărât transferarea către sud a unor forțe masive, care ar fi urmat să respingă atacul principal de aici. În acest fel, Stavka și-a atins obiectivul propus.

### Operațiunilerăzboiul feroviarșiconcert
Prima fază a operațiunii Bagration a implicat participarea unui mare număr de formații de partizani din RSS Belarusă. Partizanii au declanșat o campanie de distrugere a căilor ferate și a comunicațiilor din spatele frontului german. Începând din 19 iunie, partizanii au plasat numeroase încărcături explozive pe toate liniile ferate din regiune. Deși multe dintre ele au fost dezamorsate, explozia celor rămase a provocat destrămarea transportului de materiale militare necesare germanilor. După declanșarea atacului principal al Armatei Roșii, partizanii au participat cu succes la desăvârșirea încercuirii germanilor.
În momentul declanșării ofensivei, sovieticii concentraseră aproximativ 1.700.000 de soldați din trupele combatante și cele de sprijin, aproximativ 24.000 de piese de artileriei, 4.080 de tancuri și tunuri de asalt și 6.334 de avioane. Germanii aveau pe această secțiune de front aproximativ 800.000 de soldați din trupele combatante și cele de sprijin, 9.500 de piese de artilerie și numai 553 de tancuri și 839 de avioane. Grupul de Armate Centru suferea în primul rând de o lipsă acută de rezerve mobile. În rezervă se afla doar Divizia a 14-a de infanterie (nemotorizată). În zona sudică a frontului Grupului se afla în apropierea orașului Bobruisk Panzergrenadier-Division Feldherrnhalle, divizei de rezervă de blindate cu efectivele incomplete. Liniile relativ statice din Belarus le-a permis germanilor să construiască ample lucrări genistice de apărare, cu rețele de tranșee săpate pe adâncime de câțiva kilometri, apărate de câmpuri puternic minate.

## Prima fază a luptelor
Operațiunea Bagration a început pe  22 iunie 1944 cu atacuri de tatonare a liniilor germane. Ofensiva principală a fost declanșată în dimineața zilei următoare odată cu începerea unui bombardament de artilerie de o amploare fără precedent. În numai câteva ore, în unele sectoare ale frontului german, lucrările de fortificație fuseseră literalmente șterse de pe suprafața pământului.

### Sectorul de nord — Vitebsk
Flancul de nord german era apărat de Armata a 3-a Panzer. Pozițiile tanchiștilor ocupau o linie care se întindea prin terenuri mlăștinoase în nord, în continuare în jurul orașului Vitebsk, spre o zonă de la nord de drumul Moscova–Minsk, apărată de Armata a 4-a. De cealaltă parte se afla Frontul I Baltic și Frontul al III-lea Bielorus, tocmai aceste fiind trupele care primiseră sarcina spargerii frontului german printr-un atac simultan din nordul și sudul pungii de la Vitebsk.
În acest sector, sovieticii au avut cele mai mari câștiguri la începutul luptelor. Armata sovietică a 43-a a străpuns defensiva Corpului al 9-lea german de la nord de Vitebsk în numai câteva ore. Sovieticii au forțat înaintarea spre sud spre râul Dvina. La sud de oraș, Corpul al 6-lea german a fost pur și simplu spulberat de asaltul copleșitor al Armatei a 5-a de infanterie sovietică. Până pe 24 iunie, pozițiile Corpului al 53-lea german care apăra Vitebskul erau puternic primejduite, sovieticii fiind într-un proces de încercuire al orașului. Cererile disperate ale apărătorilor germani pentru aducerea de întăriri sau pentru retragerea pe poziții mai avantajoase au fost respinse cu îndărătnicie de Oberkommando des Heeres.
Până pe 25 iunie, Armata a 3-a Panzer era aproape distrusă. În nord, Corpul al 10-lea german fusese anihilat de Armata a 5-a de tancuri de Gardă sovietică, iar resturile diviziilor de infanterie germană a 299-a și a 256 au fost separate de restul Armatei a 3-a Panzer. Armatele sovietice a 43-a și a 39-a au reușit să acopere singura cale de scăpare a germanilor care apărau Vitebskul. Comandantul Corpului al 53-lea german a încercat să străpungă încercuirea în zona de sud-vest cu Divizia a 4-a Luftwaffe, în vreme ce alte trupe încercau să apere podurile de peste râul Dvina. Înaltul Comandament German a interzis însă orice tentativă de evacuare completă a germanilor din încercuire – divizia a 206-a trebuia să rămână să lupte până la ultimul om.
Planurile inițiale sovietice au fost îndeplinite în toate privințele cu un succes copleșitor. Divizia a 4-a Luftwaffe a fost separată  de restul trupelor germane și distrusă de Armata a 39-a sovietică în seara zilei de 25 iunie. A doua zi, diviziile a 246 de infanterie și a 6-a Luftwaffe, care se luptau să-și deschidă drumul spre Vitebsk au fost la rândul lor încercuite și distruse. Hitler a insistat ca un ofițer de stat major să fie parașutat în Vitebsk pentru a-i reaminti lui Gollwitzer că divizia a 206-a încercuită în oraș trebuie să lupte aici până la ultimul om fără să încerce să se retragă. Comandantul Armatei a 3-a Panzer a reușit cu greu să-l hotărască pe Hitler să renunțe la această ultimă decizie. Până seara, forțele sovietice începuseră deja să cucerească orașul, iar Gollwitzer a ordonat în cele din urmă garnizoanei să se retragă, în ciuda ordinelor explicite ale OKH-lui, care cereau continuarea rezistenței.
Până pe 27 iunie, Corpul al 53-lea fusese dispersat, cei mai mulți dintre cei 30.000 de soldați ai acestui corp fiind uciși sau luați prizonieri. Un grup de câteva sute de germani ai diviziei a 6-a Luftwaffe a reușit la un moment dat să străpungă încercuirea, dar au fost încercuiți și lichidați în pădurile din vestul Vitebskului. Resturile Corpului al 53-lea s-au retras spre vest, spre Poloțk, fiind urmăriți îndeaproape de Armata a 6-a de Gardă sovietică. În scurtă vreme și Corpul al 6-lea german a fost distrus în mare parte. În numai câteva zile, Armata a 3-a Panzer a fost distrusă aproape în întregime, iar orașul Vitebsk a fost eliberat. La nord de pozițiile Armatei a 4-a, sovieticii au deschis o uriașă spărtură prin distrugerea pozițiilor germane care fuseseră apărate de Corpul al 4-lea.

### Sectorul central — Orșa și Moghiliov
Sectorul central al frontului sovietic avea în față pozițiile Armatei a 4-a germane, aflată sub comanda lui Kurt von Tippelskirch. Planurile sovietice vizau încercuirea forțelor principale germane în timp ce Frontul al II-lea Belarus îi interziceau orice mișcare. Cel mai important obiectiv sovietic se afla în zona de nord a sectorului: drumul principal Moscova – Minsk și orașul Orșa, care erau vizate de atacul Frontului al III-lea Belarus. Străpungerea din acest sector a liniilor Corpului al 27-lea german ar fi format aripa nordică a învăluirii care urma să distrugă Armata a 4-a. Drumul Moscova – Minsk era apărat de fortificații puternice și de divizia a 78-a de infanterie germană, întărită cu subunități de artilerie grea și tunuri de asalt. Orașul Orșa fusese desemnat Fester Platz (punct de rezistență întărit) apărat de divizia a 25-a Panzergrenadier. Datorită acestor lucrări ample de fortificație, atacul sovietic era sprijinit de unități de geniști dotați cu arme grele.
Armata a 11-a de Gardă sovietică a atacat pe 23 iunie pe direcția orașului Orșa, dar a înaintat foarte puțin în faza inițială a atacului. A doua zi însă, divizia I de pușcași de Gardă a reușit să străpungă frontul german mai slab apărat din regiunea mlăștinoasă de la nord de pozițiile diviziei a 78-a germane, care a primit în această situație să se retragă pe o linie de apărare aflată mai la vest. Aici, divizia a 78-a s-a străduit să păstreze contactul cu divizia a 25-a Panzergrenadier aflată mai la sud. Pe 25 iunie, apărarea germană a început să se dezintegreze. La ora 11:20, Corpul al 6-lea de tancuri a fost separat de Armata a 3- Panzer și a fost trecută sub comanda Armatei a 4-a, Unități de rezervă ale Diviziei a 14-a de infanterie au fost aduse în zonă pentru a face față atacurilor impetuoase sovietice pe direcția Orșa. Până la mijlocul nopții, Armata a 11-a de Gardă sovietică depășise pozițiile resturilor Corpului al 4-lea din zona Bogușevsk, iar divizia a 78-a de infanterie germană a ajuns într-o situație foarte grea. Ziua de 26 iunie a fost una a retragerii forțate a germanilor. Tancurile Corpului al 2-lea de Gardă au înaintat în viteză spre Minsk, în timp ce o parte a blindatelor au atacat pentru încercuirea Orșei, care a fost eliberată în seara zilei de 26 iunie. Principala forță sovietică de tancuri din zonă, Armata a 5-a de Gardă, forța înaintarea prin spărtura reușită în liniile germane. Copul al 6-lea german a fost în acel moment desființat definitiv. Comandantul corpului, generalul Georg Pfeiffer, a fost ucis în luptă pe 28 iunie, după ce pierduse orice legătură cu subordonații săi. Orice încercare a germanilor de a rezista a fost înfrântă, în ciuda aducerii în zonă a diviziilor a 260-a de infanterie și a 286-a de securitate.
În sudul sectorului Corpului al 37-lea, restul Armatei a 4-a germane lupta din greu să-și păstreze pozițiile și nu primise ordinul oficial de retragere. Corpul al 39-lea Panzer încerca să stăvilească atacul sovietic, în vreme ce Corpul Feldherrnhalle de tancuri a fost deplasat să asigure zonele de traversare ale râului Nipru în vederea acoperirii retragerii inevitabile a diviziilor din prima linie. Corpul al 12-lea, aflat pe flancul sudic, a început o retragere spre a doua linie defensivă. Moghiliov era apărat de divizia a 12-a de infanterie germană, care primise ordin să nu se retragă și să lupte până la ultimul om. Sovieticii au eliberat orașul pe 27 iunie, iar a doua zi, Corpurile al 12-lea și al 39-lea de tancuri au fost obligate să se retragă spre punctele de trecere peste Berezina. Retragerea s-a dovedit foarte dificilă din cauza marelui număr de refugiați civili și militari care se îndreptau în grabă spre vest, ca și datorită numeroaselor atacuri aeriene.

### Sectorul sudic — Bobruisk
În sectorul sudic de operațiuni, în care acționa Frontul I Belarus și care avea în față Armata a 9-a germană, principalul obiectiv al ofensivei era cucerirea orașului Bobruisk și a podurilor sudice de peste râul Berezina. Dacă sovieticii și-ar fi atins obiectivele, ei fi reușit să deschidă calea pentru formarea aripii sudice a învăluirii principale. Flancul extrem sudic al Grupului de Armate Centru era acoperit de Armata a 2-a germană, din Mlaștinile Pripet, dar această zonă avea să fie ocolită de atacul sovietic. Comandantul Armatei a 9-a, care considera iminent atacul împotriva Grupului de Armate Centru a cerut în zadar permisiunea să se retragă pe o poziție mai favorabilă, dar cererea i-a fost respindă de feldmareșalul Busch, comandantul Grupului de Armate.
Atacul sovietic a fost copleșitor. După două zile de bombardamente intense de artilerie, atacul Armatei a 3-a sovietică au dus la dezintegrarea diviziei a 134-a de infanterie germană aflată pe cea mai nordică poziție. Divizia a 20-a Panzer a încercat să stăvilească atacul sovietic din nord, dar a fost nevoită să-și schimbe direcția de atac spre sud, spre o nouă străpungere a liniilor germane și să stăvilească înaintarea Armatei a 65-a sovietice.
Pe 27 iunie, forțele sovietice reușiseră să încercuiască cinci divizii ale Armatei a 9-a lângă Bobruisk și Corpul al 35-lea, elemente ale Corpului al 41-lea și al Corpului al 20-lea Panzer germane la est de Berezina. Forțele germane au avut o serie de încercări de ieșire din încercuire, dar artileria și aviația sovietică au reușit să zădărnicească orice tentativă de evadare. Între timp, Hitler a încercat să salveze situația numind un nou comandant. În sprijinul defensivei germane a fost trimisă Divizia a 12-a Panzer. Se povestește că șeful de stat major al Armatei a 9-a l-a întâmpinat pe comandatul diviziei de blindate cu cuvintele: „Mă bucur să te văd, Armata a 9-a nu mai există!”
Înaltul Comandament German (OKH) a ordonat retragerea Armatei a 9-a pentru a evita distrugerea ei definitivă. Divizia a 383-a de infanterie germană a primit ordinul să apere orașul Bobruisk cu orice preț. Mii de răniți au fost abandonați în fortăreața Bobruisk. Resturile Diviziei a 20-a Panzer, cu doar câteva tancuri și tunuri de asalt, au încercat să spargă încercuirea, în vreme ce Divizia a 12-a Panzer ataca de pe pozițiile de pe râul Svisloci spre est, în sprijinul tentativei de evadare. Deși inițial germanii au reușit să străpungă liniile Diviziei a 356-a de infanterie sovietică, ei au fost ținuți neîncetați sub tirul artileriei și aviației sovietice, care i-a împiedicat să se deplaseze pe drumurile de la sud de Minsk.
Orașul Bobruisk, ruinat și depopulat, a fost eliberat pe 29 iunie de către divizia a 383-a de infanterie. Trupele sovietice au pornit în urmărirea germanilor. Prin străpungerea liniilor sovietice, cam 12.000 de soldați germani au reușit să iasă din încercuirea de la Bobruisk, dar alți 20.000 au căzut prizonieri, iar 5.000 de germani fuseseră uciși în lupte. Scriitorul Vasili Grossman, în acea perioadă corespondent de război, a intrat în Bobruisk la scurtă vreme după încheierea luptelor. 
”Oamenii pășesc peste cadavrele germanilor. Cadavrele, sute și mii, acoperă drumul, zac în șanțuri, sub pini, în lanul vede de orz. În unele locuri, vehiculele trebuie să treacă peste corpuri, atât de des zac ele pe pământ [...] Aici a fiert un cazan al morții, unde a fost dusă la îndeplinire răzbunarea”.

Armata a 9-a a fost învinsă definitiv, iar drumul spre Minsk era deschis înaintării trupelor.

## Faza a doua — Minsk
Pe 26 iunie, OKH-ul și-a dat în sfârșit seama că obiectivul principal al ofensivei era eliberarea orașului Minsk. Ca urmare, Divizia a 5-a Panzer a fost adusă de la Grupul de Armate Ucraina de Nord și plasată pe poziții defensive la Minsk pe 27 iunie. Blindatele germane trebuiau să oprească ofensiva sovietică și să previne colapsul definitiv al Grupului de Armate Centru. În acel moment, situația germanilor era foarte grea. În sectorul nordic al Grupului de Armate Centru, Armata a 3-a Panzer era decimată, Corpul al 53-lea era distrus, Corpul al 6-lea suferise pierderi grele și Corpul al 9-lea era în retragere spre vest și era ținta atacurilor sovietice necontenite. În sud, Armata a 9-a își pierduse coeziunea, iar resturile sale erau supuse la bombardamente continui de artilerie și de aviație. Cele trei corpuri ale Armatei a 4-a au primit ordin să se oprească din retragere și să reziste, în ciuda faptului că fiecare dintre ele fusese depășite pe flancuri de trupele sovietice aflate în ofensivă. Hitler a proclamat Minskul  Fester Platz (punct de rezistență întărit)  și a ordonat resturilor Armatei a 9-a să întărească defensiva orașului.
Armata a 5-a Panzer și elemente ale Armatei a 4-a germane au a luat poziții lângă Barisau la nord-est de Minsk. Regimentele Armatei a 5-a Panzer, spre deosebire de cele mai multe unități de blindate germane din acea perioadă a războiului, aveau efectivele complete. Ele au fost concentrate în nord, trebuind să apere liniile de cale ferată folosită pentru evacuarea trupelor germane. Drumurile de evacuare erau apărate de un regiment de rezervă de infanterie, iar Batalionul al 505-lea tacuri grele, (echipat cu tancuri Tiger I), apăra căile ferate de la Krupki. Podurile peste Berezina erau apărate de câteva unități de poliție militară și unități de securitate organizate ce Gruppe Anhalt, și subunități ale Corpului al 12-lea, care reușiseră să se retragă din orașul Berezino.

### Recucerirea Minskului
Armata a 5-a de tacuri de Gardă sovietică și-a îndreptat atacul spre Minsk de pe direcția nord-est, în vreme ce Corpul de tancuri al 2-lea de Gardă se apropia de oraș dinspre est. Grosul Armatei a 5-a de tacuri de Gardă, sprijinit de câteva divizii de infanterie a Armatei a 11-a de Gardă, au atacat pe principalul drum de acces spre Minsk, forțând infanteria germană să se retragă în Borisov până pe 29 iunie. Pe drumul proaspăt cucerit, sovieticii au lăsat o  linie de trupe care să împiedice elementele Armatei a 4-a germane aflate în retragere să se refugieze în Minsk. Geniștii germani au aruncat în aer podurile peste râul Berezina pe 30 iunie în încercarea de a împiedica forțele sovietice să intre în Borisov. Germanii din „Grupul von Saucken” au încercat să organizeze apărarea în nordul vestul orașului Minsk, de unde venea amenințarea Armatei a 5-a de tancuri de Gardă. Căderea orașului părea iminentă. Armata a 65-a sovietică se îndrepta spre oraș dinspre sud, Armata a 5-a de tancuri se apropia dinspre nord, iar  Corpul al 2-lea de tancuri reușise să forțeze Berezina.
Germanii care apărau Minskul au început pregătirile pentru retragere pe 1 iulie, iar autorizația pentru părăsirea orașului a fost dată pe 2 iulie. Divizia a 5-a Panzer și Grupul von Saucken au primit ordin să se retragă spre Molodecio. În dimineața zilei de 3 iulie, în condițiile în care unități ale Armatei a 4-a germane aflate în estul orașului mai încercau cu disperare să se retragă, Corpul al 2-lea de tancuri sovietic a reușit să intre în oraș. În oraș au izbucnit lupte grele. Până în ziua  următoare, Minskul fusese curățat de unitățile de ariergardă germane, în timp ce spre vest, Armata a 65-a și Armata a 5-a de tancuri sovietice au închis încercuirea. Grosul Armatei a 4-a și cea mai mare parte a ce mai rămăsese din Armata a 9-a au căzut în cursă.

### Anihilarea Armatei a 4-a
În următoarele câteva zile, Armata a 4-a a făcut mai multe încercări de străpungere a încercuirii. Tentativele au fost întreprinse de acele divizii care încă mai aveau o structură organizatorică intactă. Printre acestea se numărau diviziile Corpului al 12-lea și unități ale Corpului al 27-lea, care se retrăseseră intacte din Orșa, erau acum prinse în capcană lângă Pekalin. Comandanții de corpuri au decis pe 5 iulie să încerce două străpungeri ale încercuirii spre nord-vest, respectiv spre vest. În acel moment, aceste unități germane se aflau la cam 100 km în spatele liniile sovietice. Atacurile date atât la nord, cât și la sud de Minsk au fost în cele din urmă respinse de sovietici. Doar unele elemente ale Diviziei a 14-a de infanterie germană au reușit să facă legătura cu resturile Diviziilor a 31-a și a 12-a de infanterie germană, au depășit Minskul în flăcări, au  spart încercuirea și au făcut joncțiunea cu Divizia a 12-a Panzer. În total, cam 100.000 de soldați ai Armatelor a 4-a și a 9-a au fost încercuiți, cam 40.000 din ei au fost încercuiți, iar restul au fost capturați. Partizanii au jucat un rol de primă importanță în localizarea și distrugerea forțelor încercuite.

## Faza a 3-a
După distrugerea oricărei rezistențe germane, forțele sovietice au primit ordinul să forțeze înaintarea spre apus cât mai departe cu putință, depășindu-și obiectivele inițiale care vizau doar eliberarea Minskului. Noile obiective erau reprezentate de eliberarea orașelor Grodno și Bialistok. Armata a 5-a  Panzer a încercat să reziste la Molodecino, dar a fost învinsă rapid. Walter Model, care a Preluat comanda Grupului de Armate Centru pe  28 iunie, a încercat restabilirea unei linii defensive ferme prin Lida, folosind resturile Armatelor a 3-a Panzer și a 9-a, alături de unele rezerve. Deși forțele sovietice erau epuizate, iar liniile lor de aprovizionare erau foarte întinse, slăbiciunea extremă a germanilor i-a încurajat pe comandanții sovietici să forțeze în continuare atacul. În  bătălia de la Vilnius, germanii au încercat să apere orașul, iar Armata a 3-a Panzer a suferit o înfrângere importantă, pierzând aproximativ 12.000 de oameni în încercuire.
La zece zile de la căderea Minskului, Armata Roșiei a atins granița poloneză și a atacat pentru asigurarea capetelor de pod peste Nieman, nelăsându-le germanilor nicio posibilitate să se reorganizeze în apărare. În ofensiva care a urmat, operațiunile Lublin-Brest și Lvov-Sandomierz, sovieticii au exploatat în continuare degringolada care cuprinsese Grupul de Armate Centru, în ciuda transferurilor de unități militare de la Grupul de Armate Ucraina de Nord. Ofensivele sovietice au fost încununate cu succese atât de mari, încât au fost oprite doar în momentul în care liniile de aprovizionare erau în primejdie de colaps. Totuși, istoricii, în special cei polonezi, discută încă dacă decizia de a opri ofensiva în fața porților Varșoviei în timpul insurecției organizată de Armia Krajowa a fost un act generat de necesități militare reale, sau a fost un act deliberat de distrugere a unei mișcări de rezistență poloneze care s-ar fi putut dovedi  neprietenoasă în viitor.

## Urmări
Prin comparație cu alte bătălii, aceasta a fost cea mai mare victorie sovietică. Armata Roșie a provocat un număr uriaș de pierderi germanilor și a eliberat un teritoriu vast în doar două luni. Pentru a arăta lumii întregi magnitudinea victoriei, în jur de 50.000 de prizonieri germani, capturați în încercuirea de la Minsk, au fost obligați să mărșăluiască pe străzile Moscovei. Deși prizonierii, așezați în rânduri de câte 20, s-au deplasat rapid, ei au avut nevoie de trei ore pentru întregul marș. Într-un gest simbolic, străzile capitalei sovietice au fost spălate după trecerea prizonierilor germani.
Germanii nu și-au mai revenit niciodată după pierderile materiale și umane din timpul Operațiunii Bagration. Ei au pierdut aproape o treime din efectivele de pe frontul de est, comparativ cu pierderile din timpul bătăliei de la Stalingrad, adică aproape 20 de divizii. Printre militarii pierduți în luptă sau căzuți prizonieri se aflau unii dintre cei mai experimentați soldați, subofițeri, ofițeri și generali.
Grupul de Armate Centru a fost distrus aproape în întregime. Au fost pierdute 2.000 de tancuri și 57.000 de alte vehicule. În jur de 90.000 de militari germani au pierit în luptă, 250.000 au fost răniți și cam 120.000 au fost luați prizonieri. Sovieticii au pierdut 85.000 de soldați morți, 110.000 de răniți și 8.000 de dispăruți și 2.957 tancuri, 2.447 piese de artilerie și 822 avioane.
Legătura dintre Grupul de Armate Nord și Grupul de Armate Ucraina de Nord s-a pierdut, fiecare Grup de Armate fiind obligat să se retragă spre vest pentru a face față următoarelor ofensive sovietice din sectoarele lor.
Anihilarea celei mai mari părți a Grupului de Armate Centru în regiunea Minskului a coincis cu distrugerea unităților germane de pe frontul de vest din punga de la Falaise. Atât pe frontul de vest cât și pe cel de răsărit, ofensivele ulterioare au fost încetinite mai degrabă de problemele de aprovizionare decât de rezistența germanilor. Totuși, germanii au reușit să transfere unități de blindate din Italia pe frontul din Polonia.